# Deezer
Deezer ([di.zœʁ] ) est une plateforme française de distribution numérique dédiée à l'écoute de musique en streaming, lancée en août 2007. Ce service permet l'écoute de musiques et podcasts, issus d'un catalogue négocié avec les labels regroupant plus de 120 millions de titres en 2024. Deezer éditorialise son contenu par l'établissement de playlists ainsi que son algorithme Flow, qui recommande de nouveaux morceaux selon les goûts musicaux de l’utilisateur.
Le service propose une formule gratuite permettant une écoute illimitée avec des coupures publicitaires sur ordinateur et tablette, ainsi qu'un abonnement offrant une écoute illimitée également sur mobile, de bonne qualité et sans publicité.
Les principaux concurrents de Deezer sont Spotify, Apple Music, YouTube Music, Tidal, Amazon Music, Qobuz et Napster.
Le 18 avril 2022, Deezer fusionne avec le SPAC I2PO en vue d'entrer en bourse. L'opération doit valoriser Deezer à hauteur de 1,05 milliard d'euros.

## Historique

### Genèse du projet
Deezer.com est né le 22 août 2007. Faisant suite à Blogmusik.net, créé par Daniel Marhely en juin 2006 dans la société Alyza Media (cofondée avec Jonathan Amouyal et Cedrik Haziza), Deezer est cofondé par Jonathan Benassaya, alors étudiant à l'ESSEC. Blogmusik ferme volontairement en avril 2007, sous la pression croissante de la SACEM, SDRM, société de gestion des droits des auteurs dans le multimédia, société civile des producteurs de phonogrammes en France, pour des raisons de violation des droits d'auteur. Le projet Deezer est alors développé au sein d'ESSEC Ventures, incubateur de l'école de commerce parisienne.
Il est le premier site français d'écoute gratuite de musique en ligne à avoir trouvé un accord légal avec une société de gestion des droits d'auteur, en l'occurrence, avec la SACEM. Les revenus publicitaires tentent de rémunérer les artistes et l'ensemble des ayants droit. Le lendemain de l'ouverture, la société Free annonce son implication dans le lancement de Deezer en l'appelant même sur sa page d'accueil « son » service de musique à la demande illimitée. Free, qui indiquait jusque-là ne pas vouloir lancer elle-même une offre en liaison directe avec une maison de disques à la manière de Neuf ou d’Orange, aura donc préféré s’appuyer sur cette nouvelle solution clef en main. Cependant, selon Jonathan Benassaya, la société peut envisager un réel partenariat avec Free dans le futur. Le 25 août 2007, un communiqué d'Universal déclare qu'« aucun accord d'utilisation de son catalogue n'a été signé avec le site Deezer.com. […] En conséquence, le répertoire Universal Music présent sur le site est exploité de façon illégale. ».
Durant le mois d'août 2007, 773 000 visiteurs uniques sont recensés. À ses débuts, le site était entièrement gratuit ; à partir de février 2009, l'écoute sans limite nécessite une authentification et de la publicité audio y est introduite toutes les quinze minutes. En novembre 2009, deux services payants sont proposés comme alternative à la publicité[réf. nécessaire].
En février 2010, 46 personnes y sont salariées, et une centaine en octobre 2011. À partir du 6 juin 2011, l'écoute de titres en étant connecté à son compte gratuit est limitée à cinq heures d'écoute par mois. Le catalogue de la version payante est plus grand qu'en gratuit, mais l'abonnement ne donne pas accès à toutes les musiques commercialisées. En décembre 2011, il rassemblait 20 millions d'utilisateurs dont 1,4 million d'abonnés à Deezer Premium.

### Premiers partenariats avec les labels
Le succès populaire du site permet à Deezer de signer des contrats avec des labels. Le 10 octobre 2007, à la suite d'un accord avec Sony BMG, Deezer propose 165 000 titres supplémentaires, puis à partir du 10 janvier 2008 et la signature avec Believe et Because, le total est d’un million et demi de titres disponibles. En mai 2008, Deezer ne propose certains titres que sous forme d'extraits. La signature de contrats continue avec le label Universal Music Group, le 14 mai 2008, qui propose près d'un million de titres supplémentaires,,. Cet accord européen porte sur trente-cinq pays. Au cours de l'année 2008, la requête Deezer sur Google est dans le top 10 des mots les plus recherchés.
Au 18 juin 2008, le répertoire couvert par le site s'élève à deux millions et demi de morceaux et en juillet 2008, trois millions de personnes sont inscrites sur le site. Le 3 septembre 2008, il lance sa régie publicitaire « Deezer média ».
Le 11 septembre 2008, Deezer conclut un accord pour mettre en écoute sur son site le catalogue de Warner Music Group : « Deezer mettra à disposition, dans un premier temps, les titres de Warner Music sur la France et prochainement sur le Royaume-Uni et l’Allemagne, après ouverture de ses bureaux », précise le communiqué officiel. La semaine suivante, un communiqué du blog officiel de Deezer indique que le répertoire du site est de 3,7 millions de titres. Il indique aussi que l'accord avec Warner Music Group est mondial.

### Développement international

Disponibilité de Deezer dans le monde.

En septembre 2011, Deezer lance son déploiement à l'étranger avec l'ouverture de Deezer UK et signe un partenariat mondial avec Facebook pour l'intégration de Deezer au sein de ce réseau social. En octobre 2012, avec un catalogue de 20 millions de titres, il rassemble 26 millions d'utilisateurs dont 2 millions d'abonnés.
Le 15 mai 2013, Deezer est présent dans 221 territoires. Deezer est absent entre autres en Chine ou en Inde. Depuis, il est disponible en plus de 35 langues dont : français, anglais, allemand, espagnol, russe, indonésien, coréen, portugais ou italien. Il utilise l'HTML5 et à cette époque Flash pour son lecteur audio. Le service ouvre aux États-Unis le 15 septembre 2014.
La plate-forme lance l'offre Deezer Elite (renommée depuis Deezer HiFi) en partenariat avec Sonos, le leader mondial des systèmes audio sans fil connectés. Il s'agit de la première proposition du groupe français d'un son en qualité CD.
Le 14 novembre 2017, Deezer lance une application pour PC et Mac, proposant l'audio FLAC à tous les clients (Deezer HiFi) en plus des autres débits,.

### Diversification des moyens d'écoute
Le 23 octobre 2008, Deezer lance son application pour iOS. Gratuite, celle-ci permet d'écouter les webradios Deezer et permet d'accéder à la Smartradio. Le site attendra quelques mois, jusqu'au 30 mars 2009, pour proposer une application qui permet d'avoir Deezer sur un BlackBerry. En gratuit, il est impossible d'écouter ses playlists. Par contre, il est possible d'écouter les webradios Deezer et la « SmartRadio ».
Le 14 novembre 2008, 4 millions de membres sont inscrits sur Deezer et ont créé 7 millions de playlists. Jusqu'au 10 décembre 2008, tout membre pouvait charger n'importe quelles chansons sur le site, et pouvait les rendre disponibles à tous par l'intermédiaire de ses playlists. Cette possibilité a été restreinte ensuite : « les MP3 personnels uploadés sur le site ne sont lisibles que sur le compte de celui qui les a uploadés. » Seules les personnes possédant les fichiers peuvent donc y accéder[réf. à confirmer],. Cette mesure fait suite à un compromis entre Deezer et une maison de disques[précision nécessaire]. Le 6 février 2009, l'envoi de MP3 sur le site est « désactivé temporairement suite à une surcharge de la solution principale de stockage ».
Fin mai 2013, Deezer est disponible sur Xbox 360.

### Lancement d'une deuxième version
Le 9 février 2009, la deuxième version bêta est lancée. Deezer a un seul catalogue pour tous les pays qui est validé par l’industrie. La restriction de la base est permise par la détection de l'adresse IP. Celle-ci permet de connaitre la géolocalisation de l'internaute et restreindre le catalogue proposé selon son pays de résidence. Désormais les utilisateurs doivent se connecter en tant que membres pour accéder au contenu du site à partir d'un nombre de musiques écoutés dépassé en mode non connecté. L'authentification permet à Deezer de rentabiliser les fichiers clients. Cela permet aux messages publicitaires d'être plus efficaces, car sélectionnés en fonction du profil issu des quatre mois d’historique. Ceci permet aussi de personnaliser les propositions de découvertes musicales, de suggestions d’amis, de smartradios, etc.
Le 2 avril 2009, Deezer signe avec EMI dont le catalogue est de 450 000 titres. Après les maisons de disque, le 14 avril 2009, Deezer obtient un partenariat avec une station de radio : OUI FM. Nommé Ouï ♥ Deezer, il permet aux utilisateurs de Deezer de présenter une playlist de dix-sept titres. Un créneau horaire est réservé sur la radio pour diffuser les playlists sélectionnées. En avril 2009, selon la page d'accueil, Deezer a atteint les sept millions de membres, et ceux-ci ont créé au total 9,7 millions de playlists. Le 3 juin 2009, un salarié de Deezer France annonce sur le blog : « Pour des questions de droits, nous avons supprimé du site tous les albums dont le numéro est inférieur à 37 784 car nous n’avons pas/plus les droits. ».
Le 26 juin 2009, une nouvelle interface graphique est dévoilée ainsi qu'un égaliseur et un réglage des fondus de début-fin des pistes. En juillet 2009, l'application Deezer sort sur Android, d'abord en version bêta.
Le 5 novembre 2009, après plus de deux ans d'entière gratuité, Deezer lance deux services payants, avec une meilleure qualité sonore, 320 kb/s. Le site recense sept millions de visiteurs uniques par mois en décembre 2009 (toujours le même chiffre en juin 2011). Deezer continue de s'exporter puisque depuis fin 2009 certains restaurants McDonald's en France ont signé un contrat de diffusion avec Deezer qui remplace les accords avec une radio FM. Le 7 avril 2010, l'enseigne de restauration rapide a 1 161 restaurants en France dont plus de 600 diffusent la musique Deezer sans publicité via un boitier et un abonnement.

### Monétisation de la plate-forme
Fin janvier 2010, Axel Dauchez devient directeur général et l'une de ses missions est d'assurer la monétisation du service. Benassaya reste président. Dix mille membres auraient opté pour l'abonnement mensuel à dix euros et quatre mille pour celui à cinq euros par mois. En mars 2010, trois images publicitaires sont présentes sur chacune des pages « accueil, musique et radios ». On en trouve une sur la page aide.
En juillet 2010, Deezer et Orange annoncent qu'ils vont devenir partenaires. L'entrée d'Orange est à 11 % du capital. Désormais, Orange inclut Deezer Premium à ses offres haut de gamme, le service devenant partie intégrante de ces offres. Ce partenariat a entraîné la fusion de Deezer et de son concurrent WorMee, développé par Orange Vallée. Le nombre d'abonnés à Deezer est de 25 000. En mai 2012, les abonnés Wormee peuvent fusionner leur compte avec un compte Deezer.
En juin 2011, une nouvelle version bêta du site est lancée, avec l'abandon de Flash au profit du nouveau standard HTML5. Néanmoins, le lecteur garde le même aspect et reste en Flash à cause des lacunes de chiffrement du HTML5. À ce moment, le nombre d'abonnés est 1,2 million, puis passe à 1,4 million en octobre 2011. Le temps moyen d'écoute pour les abonnés est de 60 heures par mois. Le nombre d'abonnés est de 2 millions en octobre 2012. En janvier 2012, Deezer annonce avoir plus de 2,5 millions d'abonnés au service Deezer Premium.
Une limitation d'écoute gratuite de musique fixée à 5 titres par visite pour les internautes non authentifiés, ou bien 5 heures par mois maximum pour les membres inscrits (augmentée à 10 heures par mois en 2014). Les membres Deezer Premium ne sont pas concernés par cette restriction. Environ 30 % des utilisateurs atteindront les 5 heures par mois d'écoute.
Le PDG donne son point de vue sur les restrictions lors d'une interview : « L'objectif est de faire payer les gros utilisateurs occasionnels tout en conservant un accès gratuit pour les utilisateurs du dimanche afin qu'ils ne se tournent pas vers YouTube ou le piratage et puissent se tourner vers le payant dans un second temps. ».
Il serait possible d'écouter en même temps, la musique écoutée par les amis (partage dynamique). Chaque semaine l'équipe éditoriale décrypte les nouveautés de douze genres de musique pour mettre en avant la meilleure des musiques, via la « sélection Deezer ».
Dès le 3 mai 2012, les développeurs ont accès au code de Deezer afin qu'ils puissent créer des applications. Deezer compte alors 15 millions de titres.

### Diversification et international
En octobre 2014, Deezer annonce l'acquisition de Stitcher, un fournisseur américain de podcasts et contenus radios.
Au premier trimestre 2017, le groupe Fnac Darty et Deezer annoncent la formation d'une alliance stratégique et exclusive pour une durée de 3 ans. Si ce partenariat porte ses fruits, et notamment quant au nombre d'abonnés, Fnac Darty entrera au capital de Deezer. Les clients de la Fnac et de Darty, que ce soit dans les magasins physiques ou en ligne, peuvent bénéficier de 3 mois d'abonnement à Deezer Premium offerts pour l'achat d'un produit audio, comme des casques et des enceintes.
En août 2018, la plateforme Deezer a récemment annoncé qu’elle avait levé le montant de 160 millions d’euros. L'entreprise prend une nouvelle envergure pour rejoindre le club restreint des licornes françaises.
En juin 2023, Deezer indique avoir mis au point une technologie permettant d'identifier les chansons où sont imitées les voix de stars de la musique via l'intelligence artificielle.

## Identité graphique et logo
De sa création en 2007 jusqu'en 2023, Deezer a un logo en forme d'égaliseur multicolore, représentant les fréquences d'un signal sonore numérique.
En novembre 2023, l'entreprise annonce une nouvelle charte graphique, pour accompagner sa mutation en plateforme plus centrée sur le social.
Le 7 novembre 2023, pour marquer ce changement et renforcer la connexion émotionnelle autour de la plateforme, Deezer dévoile sa nouvelle identité de marque, en mettant l'accent sur les expériences partagées, comme le reflète sa nouvelle signature "Live the music" et son nouveau logo violet en forme de cœur.

Premier logo utilisé jusqu'en 2019.
Logo utilisé de 2019 à 2023.
Logo depuis 2023.

## Fuite de données
Le service d'écoute musicale français a été victime d'une fuite de données concernant une masse d'utilisateurs comprise entre 229 millions et 257 millions, selon les sources. Cette fuite concerne les adresses mails, adresses IP, prénoms, pseudonymes, genres, localisations géographiques, dates de naissances ainsi que les langues parlés des utilisateurs. Parmi eux, il y a approximativement 46 millions d'utilisateurs français. Ces données sont en vente sur les forums spécialisés depuis novembre 2022.

## Fonctionnalités

### Catalogue
Deezer propose quelques exclusivités comme l'album The Resistance de Muse disponible à l'écoute quatre jours avant la commercialisation des CD ou le concert de Mademoiselle K au 118 à Paris qui est diffusé en direct sur Deezer le 17 octobre 2009. Le site développe également son marketing en participant à la Techno Parade en septembre 2009. Dans le même temps, il continue de signer des partenariats avec Domino Records le 14 octobre 2009.
Début 2022, Deezer revendique plus de 90 millions de titres disponibles en Hi-Fi.

### Système deplaylistset de radio
L'utilisateur peut consulter les dix titres les plus écoutés selon son pays, créer ses playlists, utiliser la fonction recherche, ou encore demander un classement par ordre alphabétique des artistes, titres ou albums. On peut envoyer sur Deezer ses titres encodés en MP3 sans aucune limite de stockage, et les ajouter à ses playlists / listes de lecture : ils sont inaccessibles par la fonction de recherche et seul l'auteur de leur envoi peut les écouter ou les incorporer à ses playlists. On peut aussi rendre sa playlist disponible sur son blog ou encore sur son site web. Cette fonction est aussi possible avec une seule chanson, grâce au « lecteur mono-titre ».
En plus des playlists, on peut écouter des « radios » correspondant à un style musical particulier. Celles-ci choisissent aléatoirement des titres, et diffusent des titres par genre, dont on ne choisit pas les titres en particulier, comme une radio classique. Fin juin 2011, l'écoute des radios est illimitée même sans être connecté. Le lecteur exportable de ses playlists se comporte comme une radio. Pour la fête de la musique 2008, Deezer s'est associé aux festivals Solidays et Eurockéennes pour créer deux radios avec la programmation de ces manifestations. Il s'est aussi associé aux Trans Musicales 2008, et propose une radio qui leur est dédiée.
Chaque membre peut écouter les playlists des autres inscrits au site, leur donner une note, les copier ou en devenir fan, comme pour les artistes ou les albums. On peut à tout moment entrer en contact avec ses amis possédant un compte sur le site ou avec les fans des mêmes artistes. Il est aussi possible de créer des blind tests et de jouer à ceux d'autres membres pour tester sa culture musicale.
Les playlists peuvent être privées pour n'être accessibles qu'à soi. Elles peuvent être en mode collaboratif pour que les « deezernautes » complètent la liste d'écoute.

### Interface et accessibilité
La fonction de recherche du site permet de trouver par titre, artiste et album, et affiche des vidéos provenant de YouTube et des places de concert Fnac. L'affichage des recherches offre souvent plusieurs fois la même chanson dans la liste. Le site étant en grande partie conçu en Flash, la fonction de recherche du navigateur (souvent Ctrl + F) ne fonctionne pas. Les parties flash du site sont inaccessibles pour les utilisateurs ne disposant pas de la dernière version du lecteur Flash.
Les utilisateurs de smartphones iOS, Android et Windows Mobile peuvent accéder au service, en cas d’un abonnement Deezer Premium. Contrairement à son concurrent Spotify, l’écoute pour les comptes gratuits demeure limitée à 30 secondes. L’application Deezer est en téléchargement gratuit sur l'AppStore, Google Play et le Windows Store (PC & Mobile). Une version bureau pour ordinateur Mac est à l’heure actuelle en développement.
La communauté forme un réseau social par le partage des goûts musicaux, les commentaires et la fiche d'utilisateur.
Le morceau une fois téléchargé reste dans l'antémémoire de l'ordinateur ou du smartphone.
Le lecteur « plein écran 3D » fait son apparition à partir du 5 novembre 2009 à la suite de trois mois de travail. Il permet de voir la liste de lecture courante, les playlists, radio et albums. 12 raccourcis clavier fonctionnent. Le développement de ce lecteur a désormais été abandonné.

## Accords et désaccords avec lesmajors

### Conventions
Les signatures des conventions entre Deezer et les maisons de disques sont nécessaires à la diffusion légale du contenu musical. Les majors exigent une avance de 2,5 à 3 millions d'euros pour disposer des droits européens. Deezer doit s'engager ensuite à reverser une partie de ses recettes mensuelles aux labels : le tarif est fixé jusqu'à 1,5 centime par titre joué. Deezer est licite, grâce à de nombreux accords avec la SACEM, les maisons de disques telles Universal, Naïve, Sony BMG ou Because Music et les artistes indépendants. Deezer diffuse la musique provenant de 1 000 labels indépendants en 2010.
Début décembre 2009, Deezer signe un accord avec Jamendo. Les titres ne sont pas en écoute si l'artiste n'a pas fait les démarches de demande à être sur Deezer. Désormais, les deezernautes peuvent écouter et télécharger gratuitement une partie du catalogue de musique libre. Le 6 mars 2010 sur Jamendo, 31 442. (un total d'environ 200 000 titres) dont 7 813 albums sont autorisés aux usages commerciaux. Jamendo se reverse 50 % des revenus à proportion des licences vendues, le reste va aux artistes. Des artistes ont choisi de ne pas s'inscrire aux sociétés de gestion et de collecte de droit d'auteur (SACEM, SABAM, SOCAN…).
Les conditions générales de la plate-forme n'autorisent la diffusion de musique que pour un usage familial, interdisant une utilisation commerciale ainsi que l'extraction des musiques du site. Dans ce sens, en juin 2011, le développeur de Freezer, outil contournant les protections de Deezer, doit payer 15 000 € et écope de six mois de prison en sursis pour cause d'« incitation du public à l'usage de logiciel manifestement destiné à la mise à disposition non autorisée d’œuvres protégées ».

### Désaccords
Faute d'accords, certains artistes ne sont donc pas disponibles sur le site. Le site autorise les membres à envoyer leurs titres en MP3 sur Deezer, sans limitation, pour pallier l'absence de certains labels.
Début février 2010 en France métropolitaine, la Warner a décidé de retirer les licences d’exploitation à ce genre de site. Deezer n'a pas encore mis entièrement en place la technique qui empêche l'écoute des albums de Warner. En effet, en cliquant, par exemple, sur le nom de l'album Jason Derülo, il est possible de l'écouter. Deezer ne met désormais plus en écoute les artistes de ce label, à l'exception de certains s'écoutant aussi sur la bande FM.
Début 2011, Pascal Nègre a déclaré au microphone : « Je pense que le modèle du gratuit pose un problème. Il faut le restreindre, il faut le dégrader. Cela veut dire qu'il faut qu'il y ait beaucoup plus de pub qu'aujourd'hui. Il faut peut-être réfléchir sur le nombre de fois où vous pouvez écouter la même chanson. Quand on voit des gens qui écoutent 35 fois la même chanson, vous vous dites qu'au bout d'un moment, le gars, il faut qu'il aille acheter le titre. ».
L'Adami craint l'avènement d'une licence globale privative résultant de la limitation du temps d'écoute. Mais elle critique aussi iTunes in the Cloud et Match. Les producteurs se « trompent de modèle économique. Imaginez qu'on limite l'écoute de la radio à quelques heures par mois. Les ventes de disques s'en trouveraient-elles dopées ? » Un choix qui conduira à une licence sous le contrôle des producteurs, et qui « ouvre la porte à la concentration et nuit à la diversité ». L'Adami défend une gestion collective des droits musicaux ainsi qu'un partage équitable entre les artistes et producteurs avec des revenus prélevés à la source après diffusion.
Accusée de contrefaçon par Universal Music, Deezer obtient par voie de référé, le 5 septembre 2011, l'autorisation d'exploiter le répertoire musical de la maison de disques en attendant un jugement sur le fond.

## Organisation
En avril 2014, le directeur général du site de streaming musical, Axel Dauchez, annonce qu'il quittera ses fonctions en septembre. En février 2015, Hans-Holger Albrecht lui succède à la tête de l'entreprise. En juin 2015, Alexis de Gemini, gérant de la société de production A2G Créations et ancien patron de M6 Music, est quant à lui nommé à la tête de la division France, en remplacement de Simon Baldeyrou.

## Modèle économique

### Sources de revenus
Au 1er semestre 2008, après moins d'un an d'existence, les recettes sont de 870 000 €, le site en ayant reversé environ 70 000 €, soit 8 %, à la SACEM. Deezer donne 0,07 centimes d'euros par titre écouté sur le site. En janvier 2009, Laurent Petitgirard a affirmé que « le titre le plus écouté sur Deezer, 240 000 écoutes, a généré 147 euros de droits d'auteur » soit 0,061 eurocent par titre mis en mémoire cache.
En 2008, selon le SNEP, les revenus pour tous les sites de streaming et les abonnements sont de 17 millions d'euros, soit 22 % des revenus du numérique. Le marché global sans les droits voisins est de 606 millions avec 76 millions pour le numérique et 530 millions pour les ventes physiques. Les droits voisins concernent eux les écoutes à la radio ou bien dans les lieux publics type bars, discothèques...
En 2009, les revenus sont à 99 % issus de la publicité présente sur le site sous la forme de bandeaux ou incrustée dans le lecteur musical pour les publicités d'envergure (Sony Ericsson, Vivelle Dop, Nissan, Walkman…) et de la publicité sonore. Son montant est de soixante euros pour mille affichages d'une publicité de 300 par 250 pixel sur la page d'accueil Deezer en 2009,.
Début 2009, le fondateur Jonathan Benassaya annonce l'arrivée des publicités audio tous les quarts d’heure. Elles sont ouvertes aux annonceurs, événements et à la promotion de Deezer. Ces dernières ne sont diffusées qu'à partir du 5 novembre 2009. Le but est d'augmenter le chiffre d'affaires en touchant le public qui ne regarde pas forcément la publicité présente sur le site,, ou qui utilise des bloqueurs de publicité tels qu'Adblock.
Le 5 novembre 2009, deux services payants dont le plus coûteux à 9,99 € par mois, permettent de télécharger la musique sur téléphone portable et ordinateur.
Fin 2010, le gouvernement français crée la carte musique pour les 12 à 25 ans, afin de promouvoir l'achat de musique en ligne auprès des jeunes. De son côté, Deezer lance une offre concurrente, avec la carte musique Deezer qui offre les mêmes services mais sans restriction d'âge.
En 2010, selon le SNEP, le marché total sans les droits voisins est de 554,4 millions d'euros (le maxi est 2002, le marché physique est de 1 302 millions, en 1992 : environ 900 millions) dont 88,1 millions pour le numérique. 2002 est l'année record en France avec environ 125 millions d'albums vendus. Tous les revenus augmentent pour le numérique sauf une chute de 21 % par rapport à 2009, des sonneries pour mobile. Les téléchargements ont rapporté 48,7 millions d'euros (27 millions pour les 35 millions de titres téléchargés et 21,7 millions pour les 4 millions d'albums téléchargés). Les abonnements à un service de musique ont rapporté 14,5 millions. Le streaming financé par la publicité a rapporté 9,8 millions. L'abonnement ainsi que le streaming publicitaire représentent 28 % (5 % en 2007). Les droits perçus en gestion collective (SCPP, SPPF) sont de 88 millions et d'autres revenus sont de 27,3 millions.
En 2011, le marché total comprenant les droits voisins est de 617,2 millions d'euros (523,2 millions sans les droits voisins d'un montant de 94,0 millions d'euros) dont 110,6 millions pour le numérique.
En 2023, Deezer lance le modèle global de streaming musical centré sur l'artiste, baptisé "Artist-Centric", visant à créer un écosystème plus sain et rémunérateur pour les artistes.
En 2025, Deezer décide de signaler sur sa plateforme, par une note informative, les musiques créées avec l'intelligence artificielle générative. Pour cela, Deezer utilise des outils pour lesquels elle a déposé des brevets en décembre 2024. Elle décide d'exclure ces morceaux des calculs d'écoutes pour faire en sorte que la rémunération de la plateforme reviennent aux artistes et auteurs-compositeurs.

## Données économiques

### Actionnaires de la société
Les actionnaires en 2009 sont : Benassaya qui détient plus de 10 % de la société, Marhély directeur technique qui possède plus de 35 %, le fondateur de Free, Pixmania et l'entrée au capital en octobre 2009 d'AGF et CIC.
En octobre 2012, Deezer annonce avoir levé 100 millions d'euros auprès du fonds « Access Industries » du milliardaire Leonard Blavatnik qui détient désormais 30 % du capital de l'entreprise, collecte de fonds qui a pour but d'internationaliser le service d'écoute de musique dans 200 pays, dont beaucoup d'émergents en Amérique latine, en Asie et en Afrique, et ce, afin de pouvoir concurrencer son rival Spotify qui a levé la même somme en 2011 grâce à la société d'investissement russe Digital Sky Technologies (en). En août 2016, l'autorité de la concurrence accepte que le groupe russo-américain devienne l'actionnaire majoritaire de Deezer.
Le 22 septembre 2015, Deezer annonce son projet d'introduction à la Bourse de Paris, avec l'objectif de « consolider sa position » sur le marché de la musique en ligne, puis y renonce finalement, « en raison des conditions de marché ». Cette introduction est finalement avortée le mois suivant, dans un contexte boursier défavorable où plusieurs entreprises de technologie ont essuyé de récentes chutes.
Le 16 septembre 2019, Deezer est retenue pour figurer dans le Next40.
Le 18 avril 2022, l'entreprise annonce sa fusion avec la SPAC I2PO en vue de s'introduire en bourse prochainement. La société est alors valorisée à 1,05 milliard d'euros et espère lever jusqu'à 425 millions d'euros via l'introduction en bourse pour poursuivre son développement. Dans un contexte économique dégradé par rapport aux prévisions d'avril, le cours de Deezer chute de 30 % à son premier jour de cotation, le 6 juillet 2022. Deux ans après son introduction, le cours accuse sur une chute de 80 % de son cours initial, à 1,70 € l'action. Après cette ouverture au sein du compartiment professionnel d'Euronext, l'entreprise annonce son ouverture aux échanges public.

### Recettes
Le graphique qui aurait dû être présenté ici ne peut pas être affiché car il utilise l'ancienne extension Graph, désactivée pour des questions de sécurité. Des indications pour créer un nouveau graphique avec la nouvelle extension Chart sont disponibles ici.

Évolution du chiffre d'affaires de Deezer entre 2009 et 2021, en millions d'euros.
En novembre 2009, son PDG estime son chiffre d'affaires pour l'année 2009 à 6 millions d'euros, avec un déficit de 3 millions. Deezer reverse aux maisons de disques 60 % du chiffre d'affaires, au prorata de leur part de marché et 8 % du chiffre d'affaires à la SACEM.
En 2009, le prix d'un titre en téléchargement coûte 0,69 €, 0,99 € ou 1,29 €.
Le plus important accord d'affiliation d'iTunes en France est Deezer.

### Résultat net
Le graphique qui aurait dû être présenté ici ne peut pas être affiché car il utilise l'ancienne extension Graph, désactivée pour des questions de sécurité. Des indications pour créer un nouveau graphique avec la nouvelle extension Chart sont disponibles ici.

En 2011, l'entreprise annonce être rentable, avec un CA d'environ 50 millions d'euros, sans annoncer son résultat net.
En 2020, l'entreprise enregistre une perte opérationnelle de 89,3 millions d'euros, avec un déficit qui s'accentue en 2021, en atteignant près de 120 millions d'euros. L'entreprise vise le retour à la rentabilité en 2025, avec un chiffre d'affaires visé de 1 milliard d'euros.
Malgré la disposition d'un des meilleurs catalogues en ligne (75 millions de titre) et des investisseurs prestigieux, Deezer n'a jamais gagné d'argent. Depuis sa création, la société a accumulé 642 millions de pertes nettes. La faute à une internationalisation ratée, Deezer ne représente en 2022 que 2% du marché mondial.
Au premier semestre 2024, Deezer a un résultat net de -19,4 millions d'euros pour un chiffre d'affaires de 267,9 millions d'euros.

## Techniques
Aux débuts du service, les morceaux sont encodés à 128 kbit/s, mais des sites de streaming gratuits proposent du 128 à 320 kbit/s à l'écoute. La gestion des droits numériques est utilisée afin de bloquer l’écoute des téléchargements à la suite de l'arrêt de l’abonnement.
Le procédé d'envoi des musiques oblige le site à laisser les navigateurs placer les morceaux en mémoire cache. Deezer complique constamment ses procédures pour contrer les enregistreurs (MP3 encapsulés dans des FLV et découpage de chaque musique en plusieurs fichiers FLV), mais les logiciels d'enregistrement sont adaptés en fonction des contre-mesures. D'autres logiciels sauvegardent directement le son joué par l'ordinateur, indépendamment de la manière dont Deezer configure sa diffusion.
Catherine Kerr-Vignale, membre du directoire de la SACEM, a indiqué que l'on peut enregistrer Deezer comme on peut déjà le faire avec une radio classique, les ayants droit étant rémunérés pour cela grâce à la rémunération pour copie privée perçue sur les supports de stockage.
De nombreux logiciels permettent d'enregistrer le streaming, mais ont un nom qui n'évoque pas Deezer. Début 2008, Freezer est créé, dont le nom ressemble à Deezer. En juin 2009 est créé Beezik.

## WorMee
WorMee était un service d'écoute de musique en ligne communautaire créé par Julien Hodara et lancé en avril 2009, par Orange Vallée, une filiale d'Orange, maintenant incorporé dans Deezer.
Lancé en avril 2009, ce service est basé sur un moteur de recherche et un espace communautaire permettant de communiquer et d'échanger des pistes de musiques entre utilisateurs. Le modèle économique de Wormee est basé sur la publicité.
En 2010, on estime le catalogue de WorMee à environ 850 000 titres, tous diffusés en accord avec les majors tels que Warner Music, EMI et Universal Music. Le nombre d'utilisateurs est de 300 000 inscrits pour 220 000 visiteurs uniques (juin 2010 source Ad Planner).
Orange adopte finalement une stratégie de partenariat avec le leader français qu'est Deezer et négocie un rachat de Wormee par échange d'actions.